# Monte Carlo Open 1974
Il Monte Carlo Open 1974 è stato un torneo di tennis giocato sulla terra rossa. È stata la 67ª edizione del Monte Carlo Open, che fa parte del World Championship Tennis 1974. Si è giocato al Monte Carlo Country Club di Roquebrune-Cap-Martin in Francia vicino a Monte Carlo, dall'8 al 14 aprile 1974.

## Campioni

### Singolare
Andrew Pattison ha battuto in finale  Ilie Năstase con il punteggio di 5–7, 6–3, 6–4

### Doppio
John Alexander /  Phil Dent hanno battuto in finale  Manuel Orantes /  Tony Roche con il punteggio di 7–6, 4–6, 7–6, 6–3